# Брига (социологија)
Брига је мисаони процес који се јавља као посљедица предвиђања потенцијалне опасности. Брига је карактеристична за анксиозне поремећаје као што су: напад панике, генерализовани анксиозни поремећај, опсесивно-компулсивни поремећај, социјална анксиозност итд. 

## Здрава и нездрава брига
Битно је разликовати здраву и функционалну бригу од нездраве и дисфункционалне бриге. Здрава, корисна забринутост се јавља када особа увиђа објективно постојећу опсасност, те креће у акцију у циљу рјешавања проблема. За разлику од тога, претјерана и дисфункционална забринутост је хронична и не мотивише на акцију. Обично се односи на неке опасности удаљене од реалности.

## Карактеристике особа које претјерано брину
Особе које су склоне претјераној забринутости имају погрешан стил у рјешавању проблема. Нису фокусиране на активно рјешавање проблема, него на самопосматрање и личну неадекватност. 

## Родитељска брига
Родитељи сматрају да је љубав једнако брига. Изједначавање љубави са показивањем бриге и забринутости веома је негативно. На тај начин родитељи психолошки забрањују дјеци да одрасту и да постану самостална. Непотребно забринути родитељи непрестано шаљу двије токсичне психолошке поруке: да је њихово дијете неспособно и да је свијет веома опасно мјесто.